# André Curvale
Cet article possède un paronyme, voir Curval.
André Curvale, né le 10 mai 1904 à Néris-les-Bains (Allier) et mort le 2 avril 1973 (ou le 23 février 1973) à Oloron-Sainte-Marie, est un aviateur français, pilote de chasse et pilote d'essai.

## Biographie

### Formation
Né en 1904, il entre à l’École spéciale militaire de Saint-Cyr en 1924 (promotion "Guerre du Rif") et en sort en 1926. Il passe ensuite à l’école pratique d’aviation d’Avord. 

### Pilote de chasse
Affecté ensuite au 2e régiment d’aviation à Strasbourg, il passe 4 ans dans la chasse, où il commande une escadrille de Nieuport-Delage NiD.62. 

### Pilote et ingénieur d'essai, puis directeur d'usines
En 1931 il est muté au « Groupe des avions nouveaux » (aujourd’hui Centre d’essais en vol), et en 1933 il passe au Centre d'essais du matériel aérien. Il quitte l’armée de l’Air en 1934, embauché par la maison Bloch comme pilote d'essai. Il effectue le premier vol et les essais des prototypes suivants : le 8 juin 1934, du Bloch MB.130 à Villacoublay, avec René Vaudequin ; le 24 novembre 1934, du Bloch MB.210 ; le 16 novembre 1935, du Bloch MB.300 Pacifique avec Jean Lapeyre ; le 11 juin 1936, du Bloch MB.220 ; en 1937, du Bloch MB.150 et le 18 juin 1937, du Bloch MB.161. 
Le 17 octobre 1939, il fonde avec Marcel Bloch, Henri Deplante et Claude de Cambronne, la société Bordeaux-Aéronautique.
Après avoir été chef pilote et ingénieur d’essais, puis directeur général des usines Marcel Bloch, à Talence de 1939 à 1950, il est nommé directeur général des usines Marcel Dassault, à Mérignac, de 1950 à 1969.

## Distinctions
- Officier de la Légion d'honneur en 1957[2] ; chevalier en 1937[1],[5].
- Médaille de l'Aéronautique[1].

## Hommages
Un square et une rue portent son nom dans les villes de Talence et Mérignac.